# Jumellea gregariiflora
Jumellea gregariiflora là một loài thực vật có hoa trong họ Lan. Loài này được H.Perrier mô tả khoa học đầu tiên năm 1939.